# Betafita
La betafita es un mineral de la clase de los minerales óxidos. Fue descubierto en 1912 en el "distrito Betafo", en Madagascar, de ahí su nombre.

## Características químicas

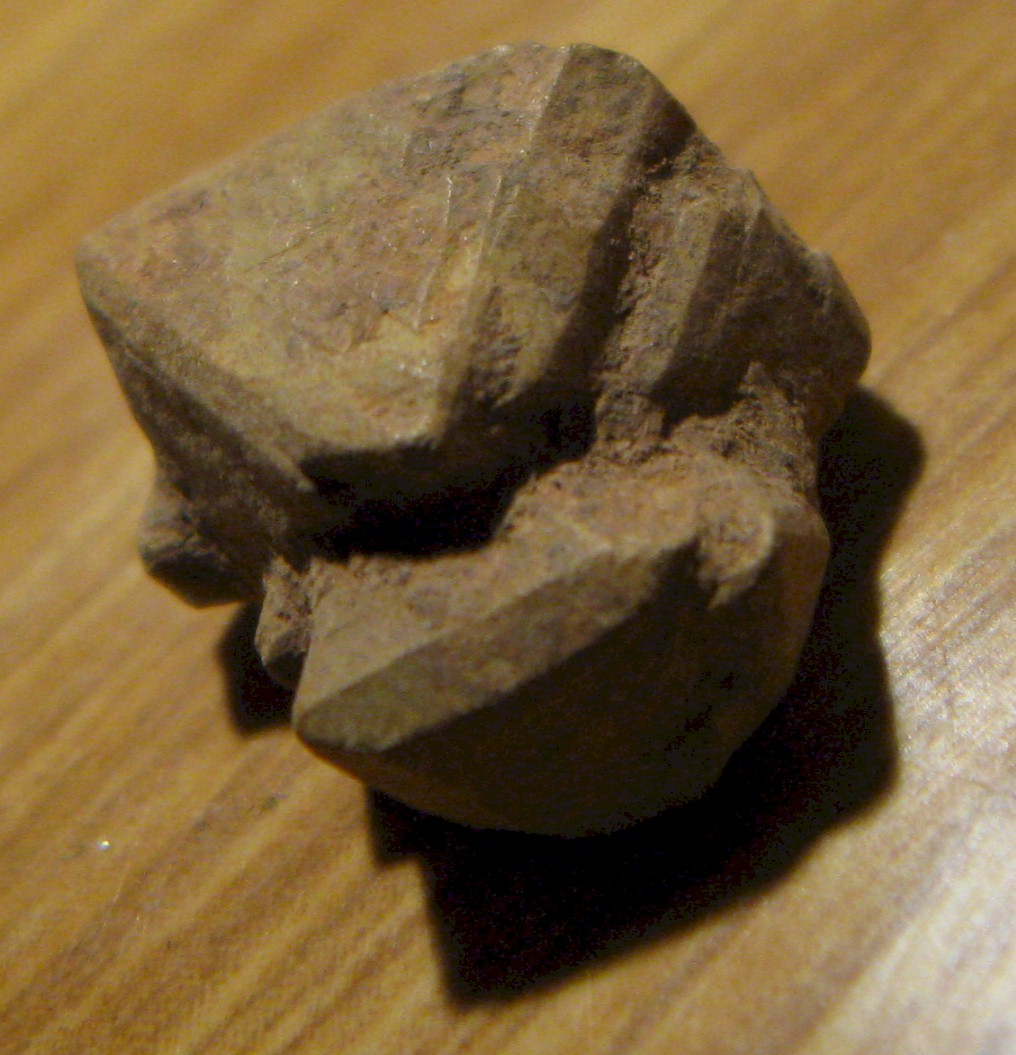
Macla.

Pertenece al supergrupo de los pirocloros.

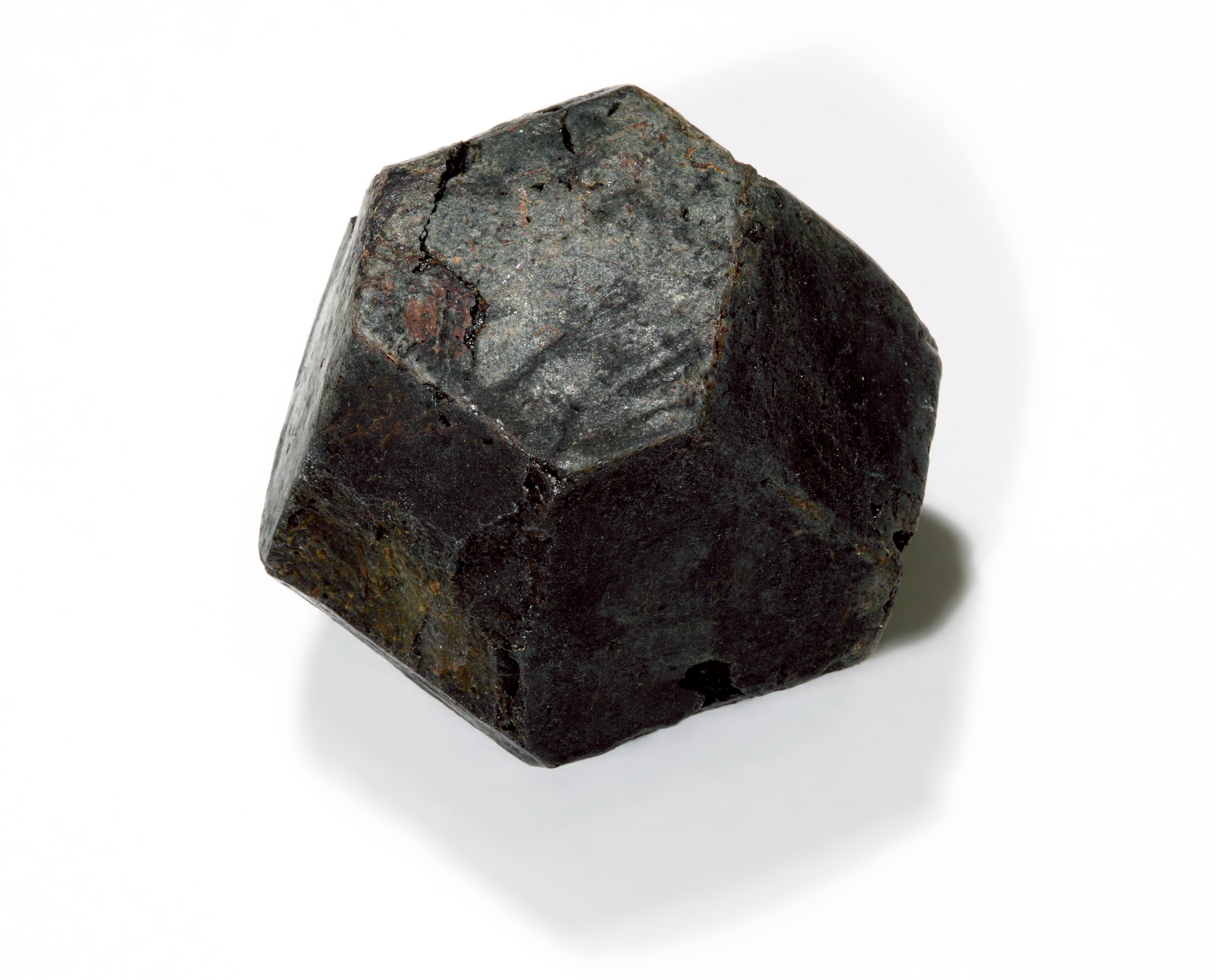
Betafita, partir de Ontario

Aunque hoy es aceptado como mineral único, antiguamente se le consideraba una serie de solución sólida entre los extremos oxi-calcio-betafita (sin uranio) y oxi-urano-betafita (sin calcio).
Su contenido en uranio hace que sea radiactivo, con una alta actividad de este tipo.

## Formación y yacimientos
Es un mineral primario típico de las pegmatitas graníticas, mientras que es raro que aparezca en rocas carbonatadas.

## Usos
Se extrae en las minas como mena de uranio.
Al contener uranio debe ser manipulado con mucha precaución: se debe lavar las manos después de tocarlo, procurando no inhalarlo ni ingerirlo, evitando incluso una exposición prolongada a su presencia, por lo que las muestras para coleccionismo deben almacenarse en áreas inhabitadas, o por lo menos en contenedores de plomo.